# Mistrovství světa v atletice 2011 – Muži 800 metrů
 Běh na 800 metrů mužů na Mistrovství světa v atletice 2011 se uskutečnil 27., 28. a 30. srpna. Ve finálovém běhu zvítězil reprezentant Keni David Lekuta Rudisha.

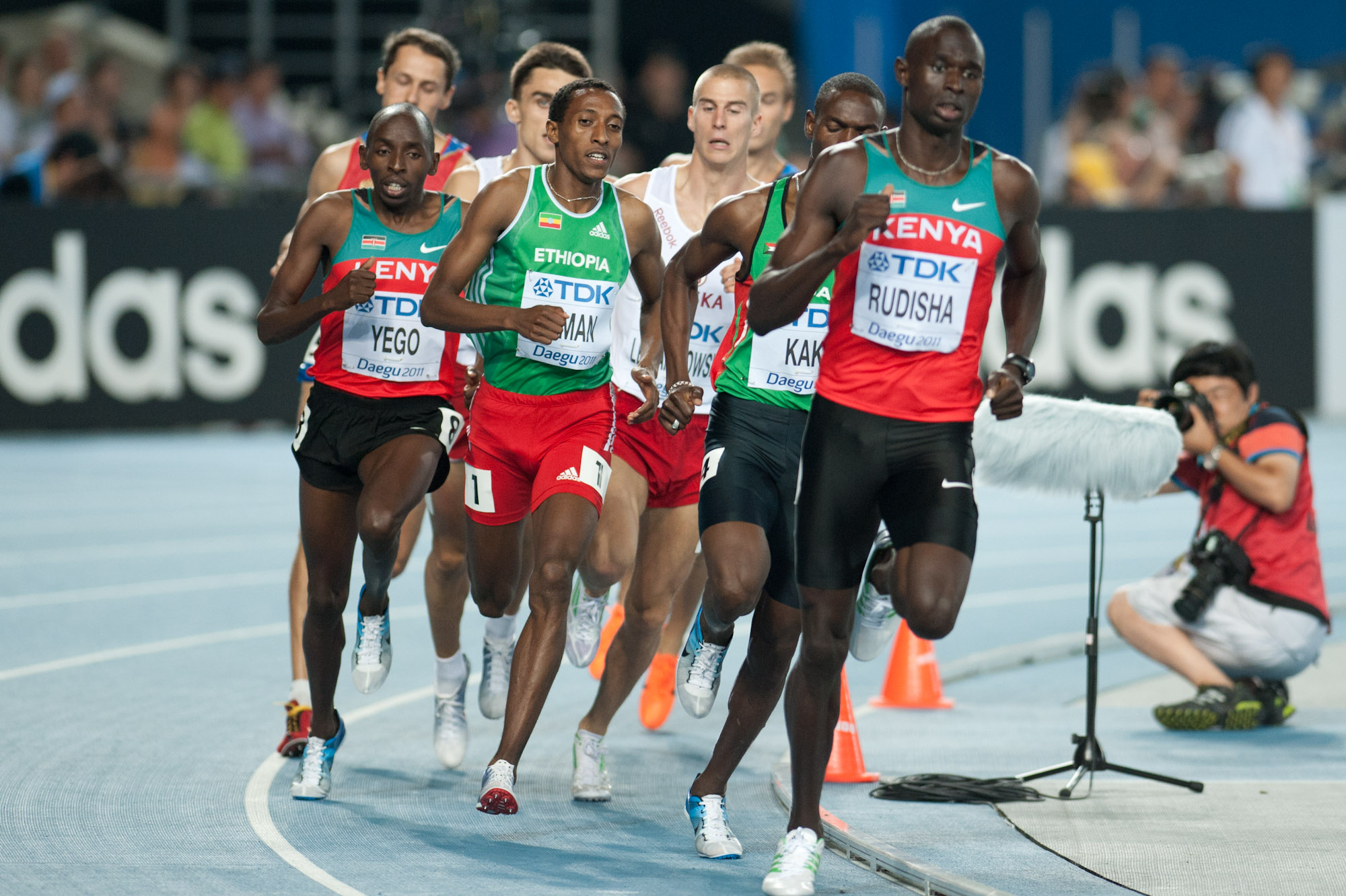
finálový běh

## Výsledky finálového běhu
| *                | jméno                | země    | čas     |
| ---------------- | -------------------- | ------- | ------- |
| Zlatá medaile    | David Lekuta Rudisha | Keňa    | 1:43,91 |
| Stříbrná medaile | Abubaker Kaki        | Súdán   | 1:44,41 |
| Bronzová medaile | Jurij Borzakovskij   | Rusko   | 1:44,49 |
| 4                | Marcin Lewandowski   | Polsko  | 1:44,80 |
| 5                | Nick Symmonds        | USA     | 1:45,12 |
| 6                | Adam Kszczot         | Polsko  | 1:45,25 |
| 7                | Alfred Kirwa Yego    | Keňa    | 1:45,83 |
| 8                | Mohammed Aman        | Etiopie | 1:45,93 |